# Семіли
Семіли (чеськ. Semily; нім. Semil) — місто на півночі Чехії, в окрузі Семіли Ліберецького краю. Розташоване приблизно за 25 км від міста Ліберець та за 84 км від Праги. Лежить на березі річки Їзери, на висоті 340 м над рівнем моря.

## Історія
Перша письмова згадка відноситься до 1352. З 1542 місто належало родині Сміржицьких, а з 1622 — Валленштейнам. 
В 1855 через місто було прокладено залізницю. У другій половині XIX століття у місті активно розвивається текстильна промисловість.

## Пам'ятки
- Деканський костел Св. Петра та Павла був побудований в 1908—1911 на місці барокового костелу. Це тринефна неороманська базиліка з масивною вежею, спроектована архітектором Богумілом Штербою. Зі старого костелу збереглися дві кам'яні статуї апостолів Петра і Павла. Окрасою храму є вітражі Бенедікта Шкарди з Брно, а також тимпани над трьома входами до церкви, зроблені празьким скульптором Індржихом Чапеком. У вежі висять три дзвони — з 1537, 1590 і 1990.
- Цвинтарний костел Івана Хрестителя, побудований на місці дерев'яного попередника у стилі бароко в 1723—1727.
- Каплиця чотирнадцяти святих помічників — будівля другої половини XVIII століття з фігурним розписом інтер'єру.
- Замок — одноповерхова будівля в стилі бароко датується першою половиною XVII століття. З 1922 замок є власністю держави. В 1926 році добудовано другий поверх.
- Ратуша — була урочисто відкрита в 1874 у присутності Франтішека Рігера. Будинок також служив бібліотекою, банком, театром, корчмою та крамницею.
- Музей та галерея Пожизерська — садиба з 1760 є однією з найстаріших у місті. Письменник Антал Сташек живе в ньому з 1880-х, а в 1882 тут народився його син Каміль — Іван Ольбрахт. Сьогодні тут розташовані музей і галерея з інформаційним центром.
- Муніципальний будинок — побудований як готель Яном Вейричем у 1905—1906 у стилі неоренесанс. Це чотириповерхова будівля з багатою ліпниною у стилі модерн.
- Соколовня — побудована в 1909 Соціал-демократичною партією, придбана в 1916 на аукціоні підрозділом "Сокол".
- Маріанська барокова колона на площі Коменського 1737 зі статуями св. Івана Євангеліста, св. Івана Хрестителя та св. Яна Непомуцького. Була побудована на знак подяки за порятунок міста від пожежі. На цоколі — рельєфи Розп’ятого Христа, св. Вацлава та св. Флоріана.
- Три дерев'яні котеджі на вулиці Яловецькій — збудовані з 1785 по 1906. Тут мешкали дрібні ремісники та робітники фабрик.

## Особистості
- Франтішек Рігер (1818–1903) — політичний діяч
- Богуміл Кучера (1874–1921) — фізик
- Іван Ольбрахт (1882–1952) — письменник
- Магдалена Єтелова (1946 р. н.) — художниця

## Населення
| Рік  | Чисельність | Чисельність |
| ---- | ----------- | ----------- |
| 1869 | 4219        | [ 7 ]       |
| 1880 | 5186        | [ 7 ]       |
| 1890 | 5929        | [ 7 ]       |
| 1900 | 6305        | [ 7 ]       |
| 1910 | 7552        | [ 7 ]       |
| 1921 | 6671        | [ 7 ]       |
| 1930 | 7396        | [ 7 ]       |

| Рік  | Чисельність | Чисельність |
| ---- | ----------- | ----------- |
| 1950 | 6844        | [ 7 ]       |
| 1961 | 7081        | [ 7 ]       |
| 1970 | 8077        | [ 7 ]       |
| 1980 | 8464        | [ 7 ]       |
| 1991 | 9399        | [ 7 ]       |
| 2001 | 9262        | [ 7 ]       |
| 2014 | 8576        | [ 8 ]       |

| Рік  | Чисельність | Чисельність |
| ---- | ----------- | ----------- |
| 2016 | 8447        | [ 9 ]       |
| 2017 | 8472        | [ 10 ]      |
| 2018 | 8421        | [ 11 ]      |
| 2019 | 8367        | [ 12 ]      |
| 2020 | 8353        | [ 13 ]      |
| 2021 | 8311        | [ 14 ]      |
| 2021 | 7998        | [ 15 ]      |

| Рік  | Чисельність | Чисельність |
| ---- | ----------- | ----------- |
| 2022 | 8120        | [ 16 ]      |
| 2023 | 8163        | [ 17 ]      |
| 2024 | 8081        | [ 18 ]      |
| 2025 | 8022        | [ 5 ]       |

| Рік  | Чисельність | Чисельність |
| ---- | ----------- | ----------- |
| 1869 | 4219        | [ 7 ]       |
| 1880 | 5186        | [ 7 ]       |
| 1890 | 5929        | [ 7 ]       |
| 1900 | 6305        | [ 7 ]       |
| 1910 | 7552        | [ 7 ]       |
| 1921 | 6671        | [ 7 ]       |
| 1930 | 7396        | [ 7 ]       |

| Рік  | Чисельність | Чисельність |
| ---- | ----------- | ----------- |
| 1950 | 6844        | [ 7 ]       |
| 1961 | 7081        | [ 7 ]       |
| 1970 | 8077        | [ 7 ]       |
| 1980 | 8464        | [ 7 ]       |
| 1991 | 9399        | [ 7 ]       |
| 2001 | 9262        | [ 7 ]       |
| 2014 | 8576        | [ 8 ]       |

| Рік  | Чисельність | Чисельність |
| ---- | ----------- | ----------- |
| 2016 | 8447        | [ 9 ]       |
| 2017 | 8472        | [ 10 ]      |
| 2018 | 8421        | [ 11 ]      |
| 2019 | 8367        | [ 12 ]      |
| 2020 | 8353        | [ 13 ]      |
| 2021 | 8311        | [ 14 ]      |
| 2021 | 7998        | [ 15 ]      |

| Рік  | Чисельність | Чисельність |
| ---- | ----------- | ----------- |
| 2022 | 8120        | [ 16 ]      |
| 2023 | 8163        | [ 17 ]      |
| 2024 | 8081        | [ 18 ]      |
| 2025 | 8022        | [ 5 ]       |

|  |

## Міста-партнери
- Шауенбург, Німеччина
- Колочава, Україна

## Галерея

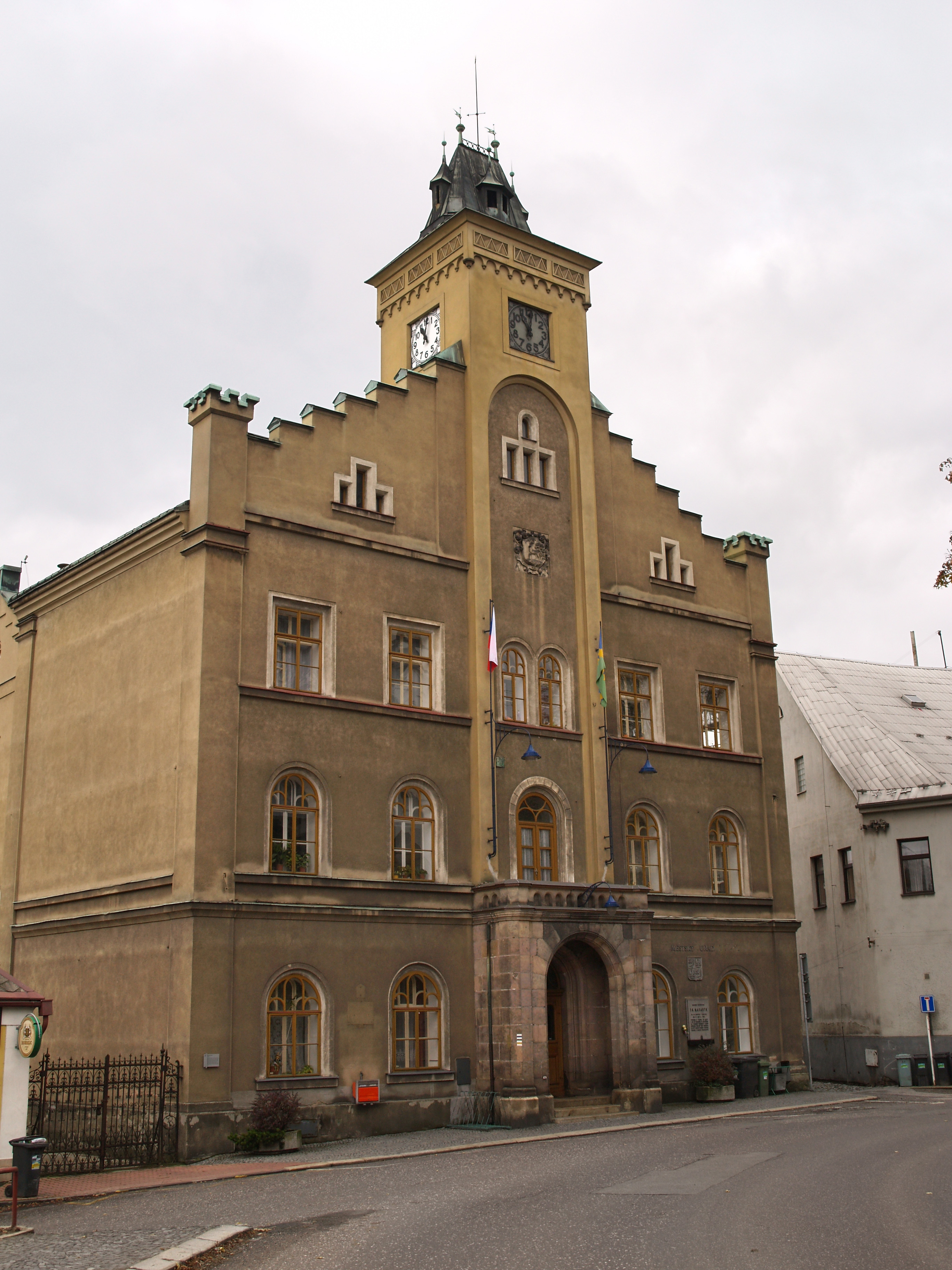
Міська ратуша
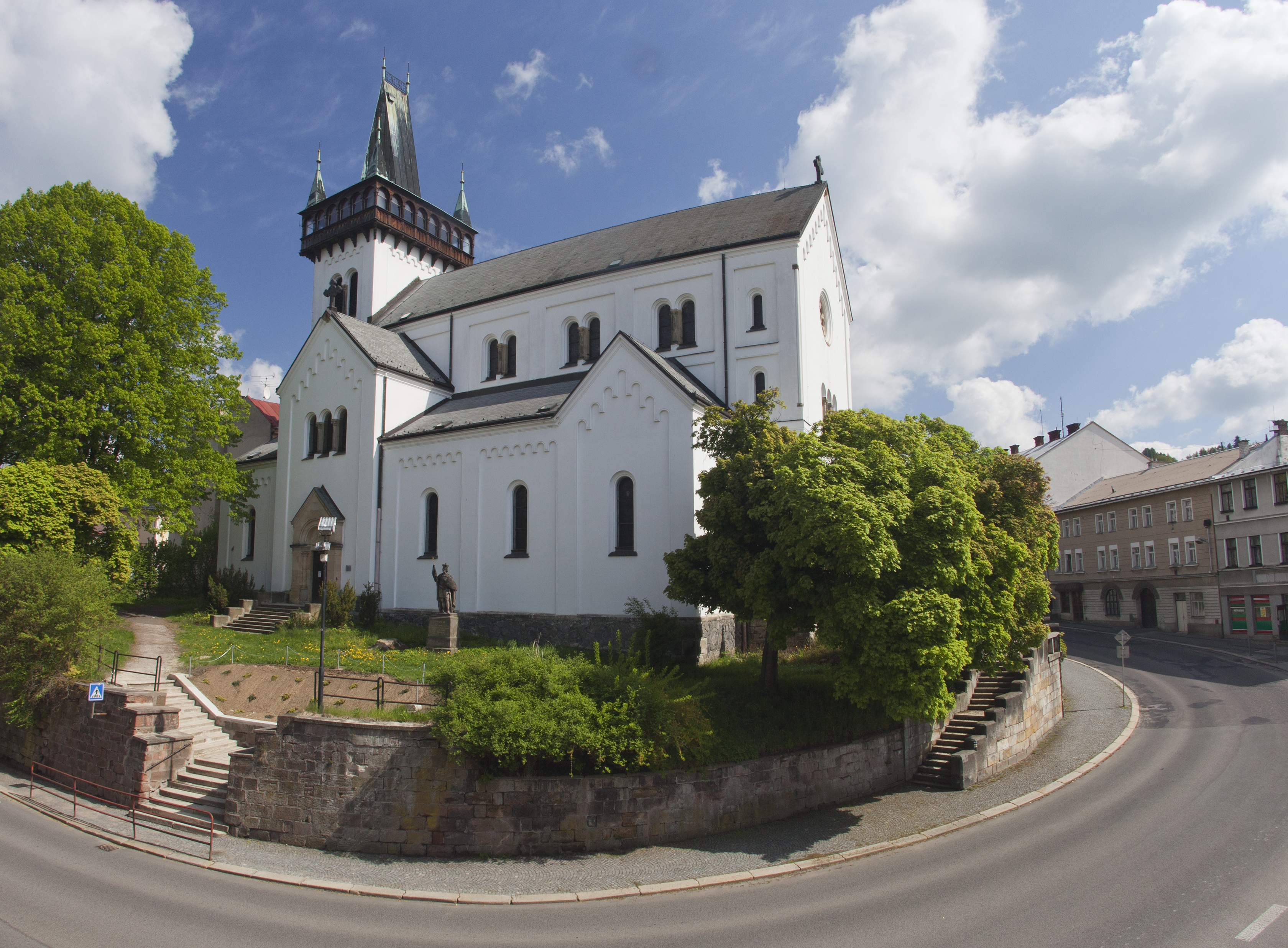
Костел свв. Петра і Павла
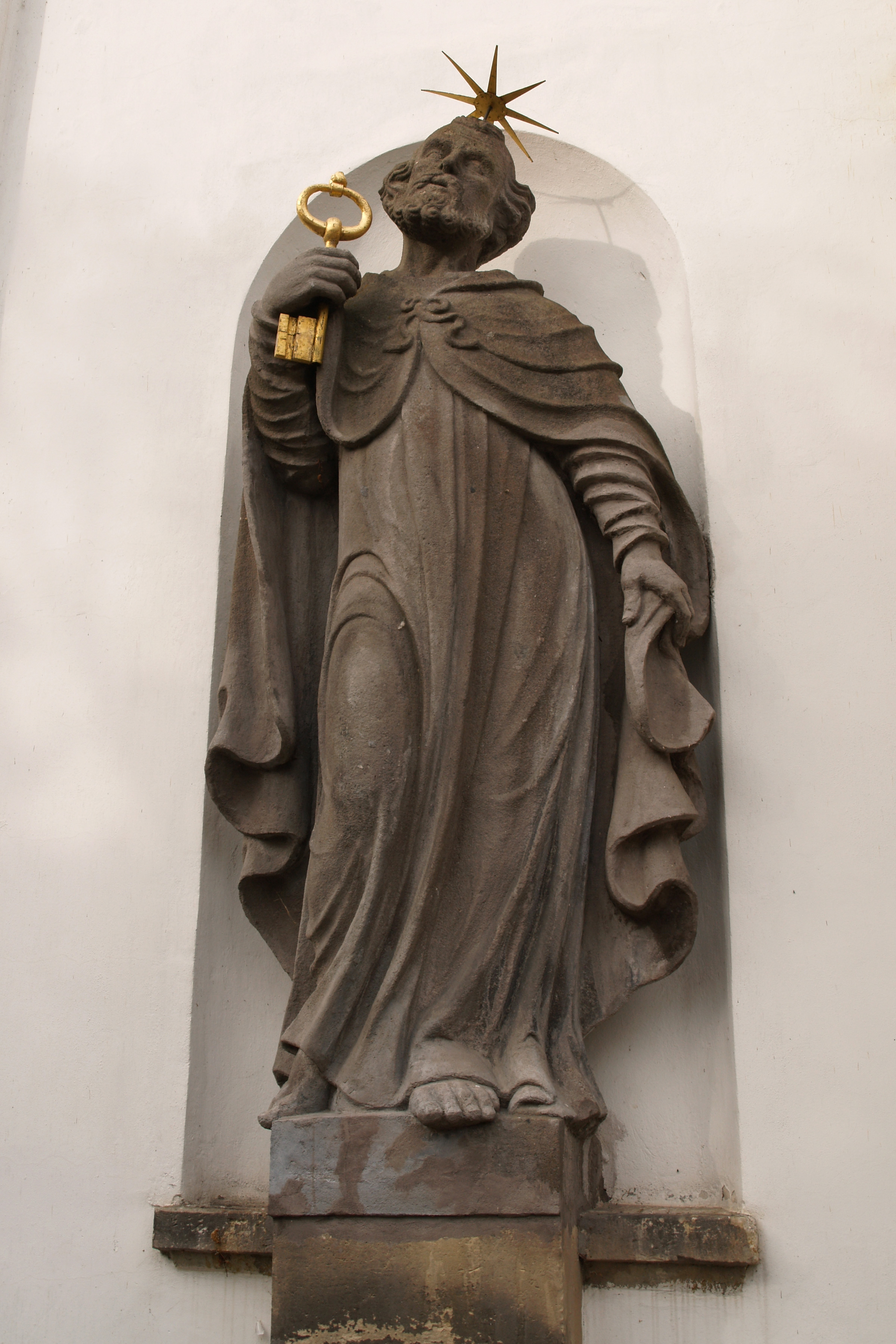
Скульптура св. Петра на фасаді костелу
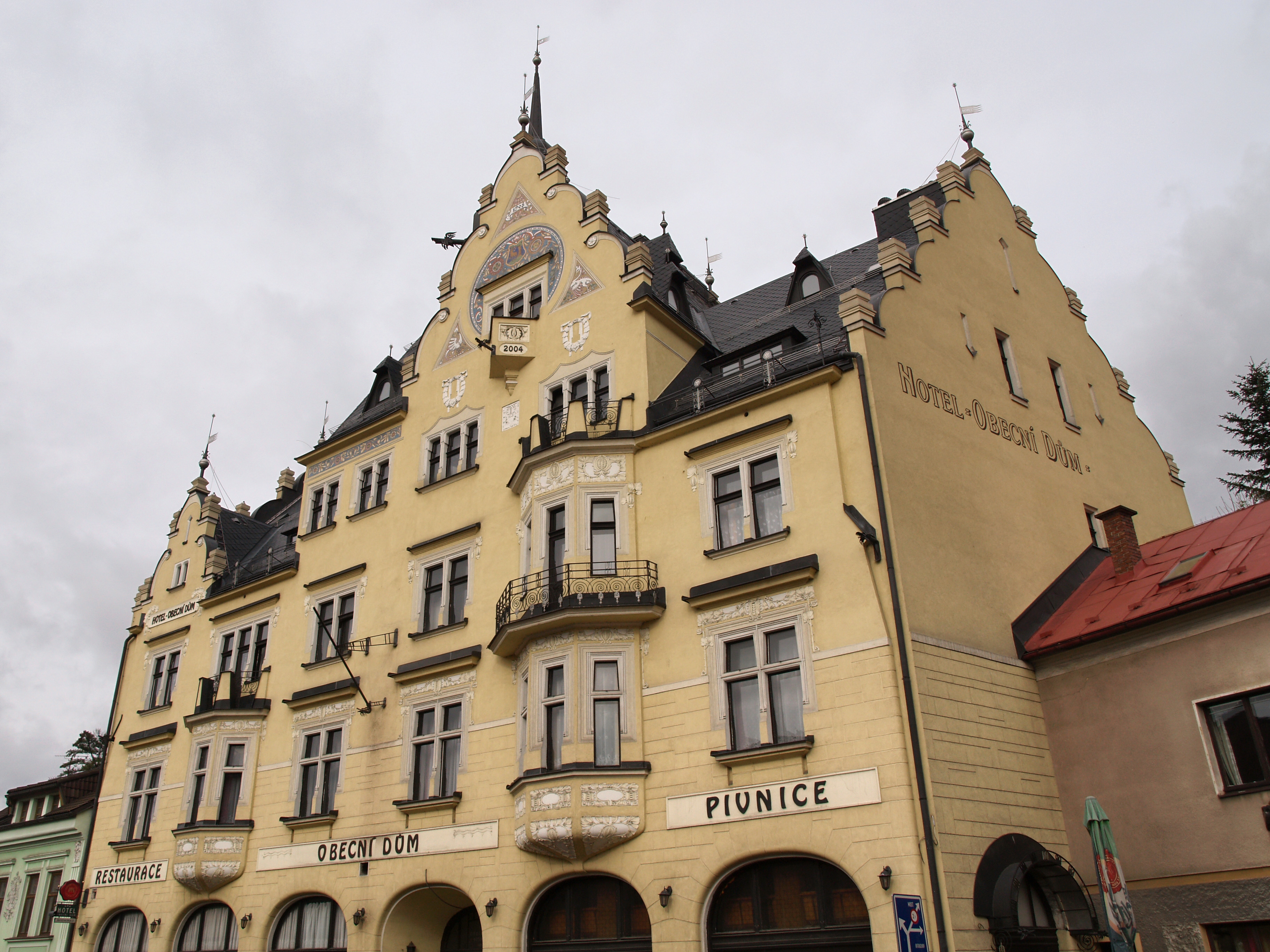
Муніципальний дім на вулиці Гуса
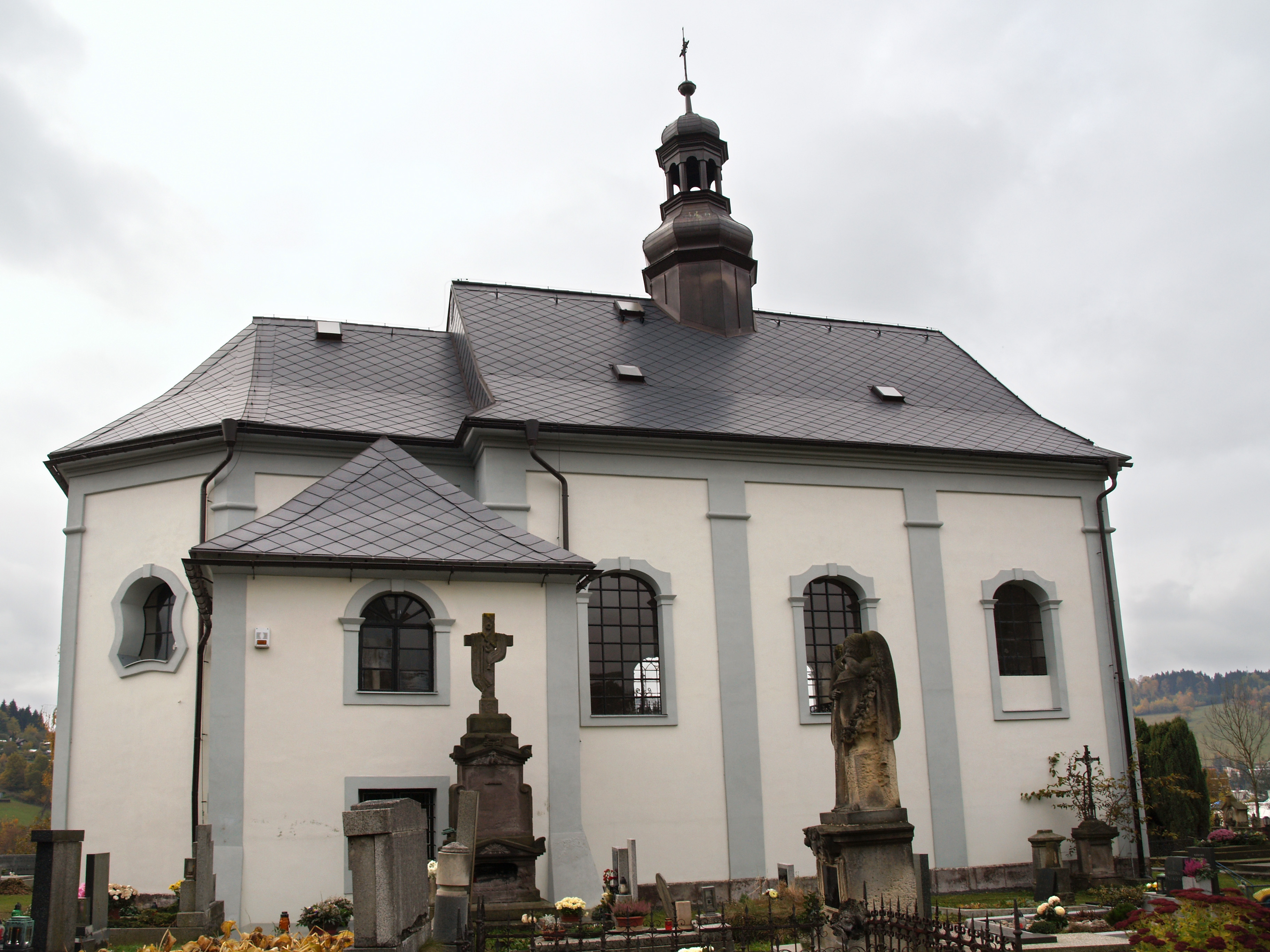
Костел св. Івана Хрестителя
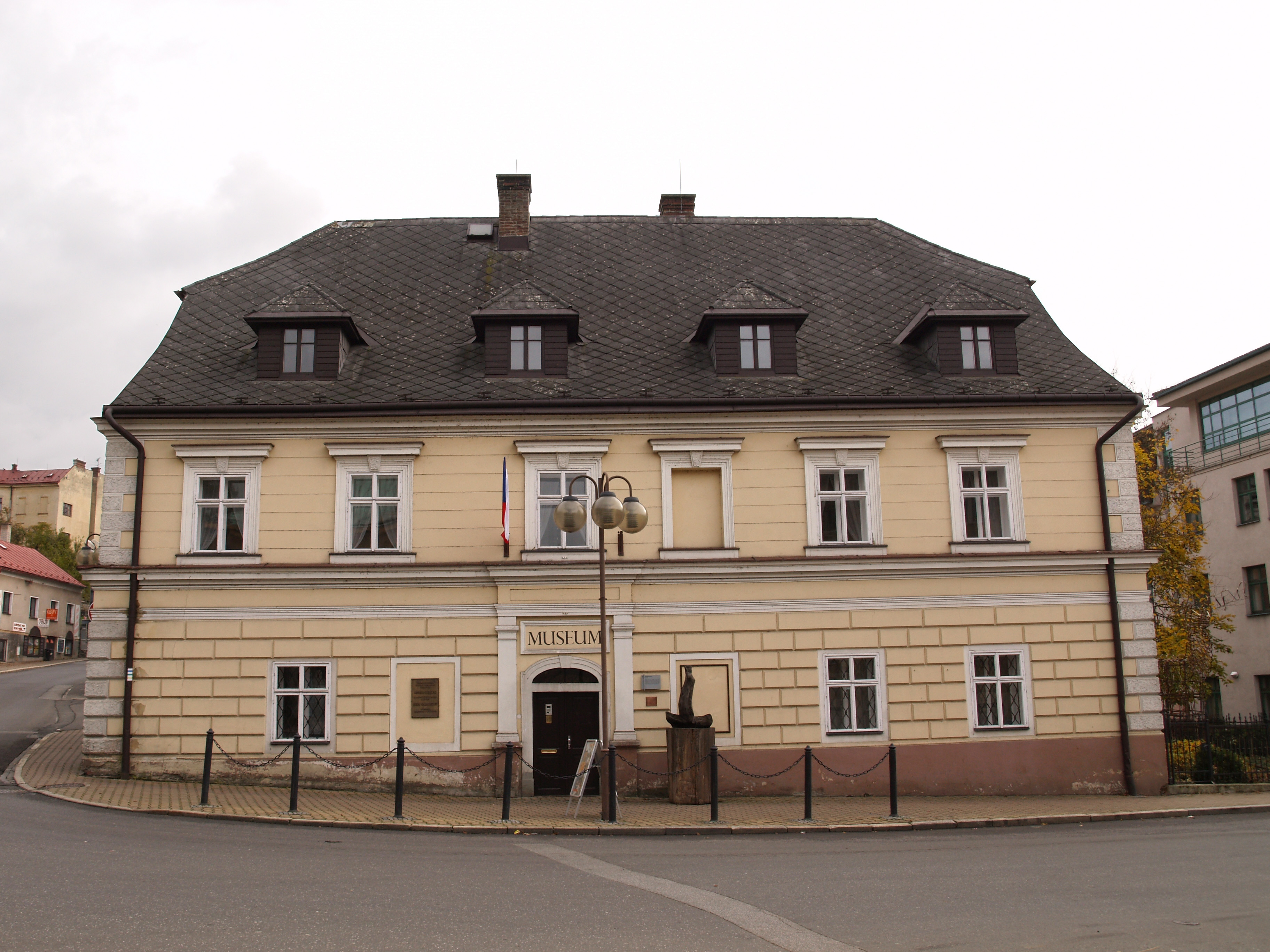
Міський музей
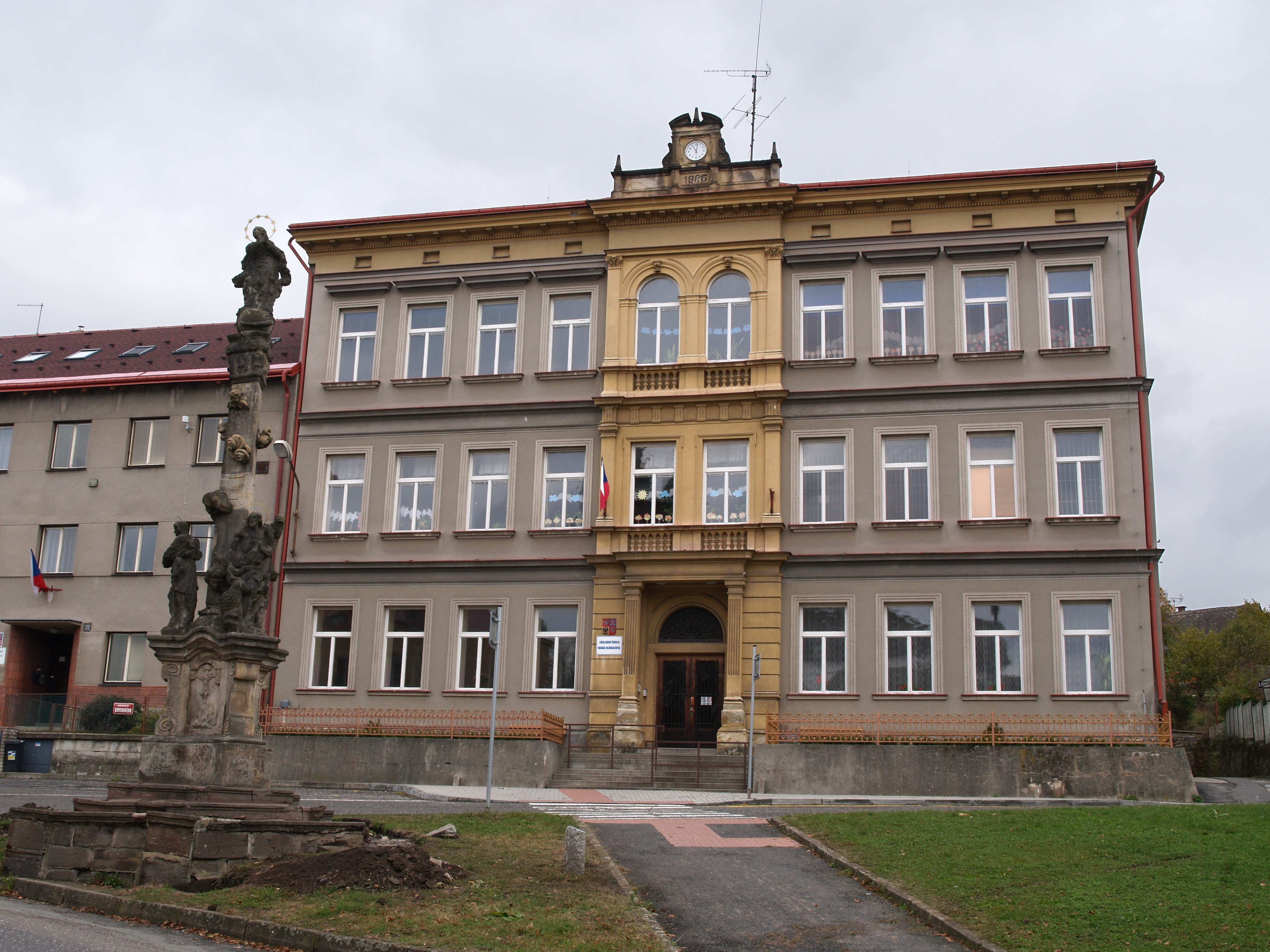
Початкова школа ім. Івана Ольбрахта
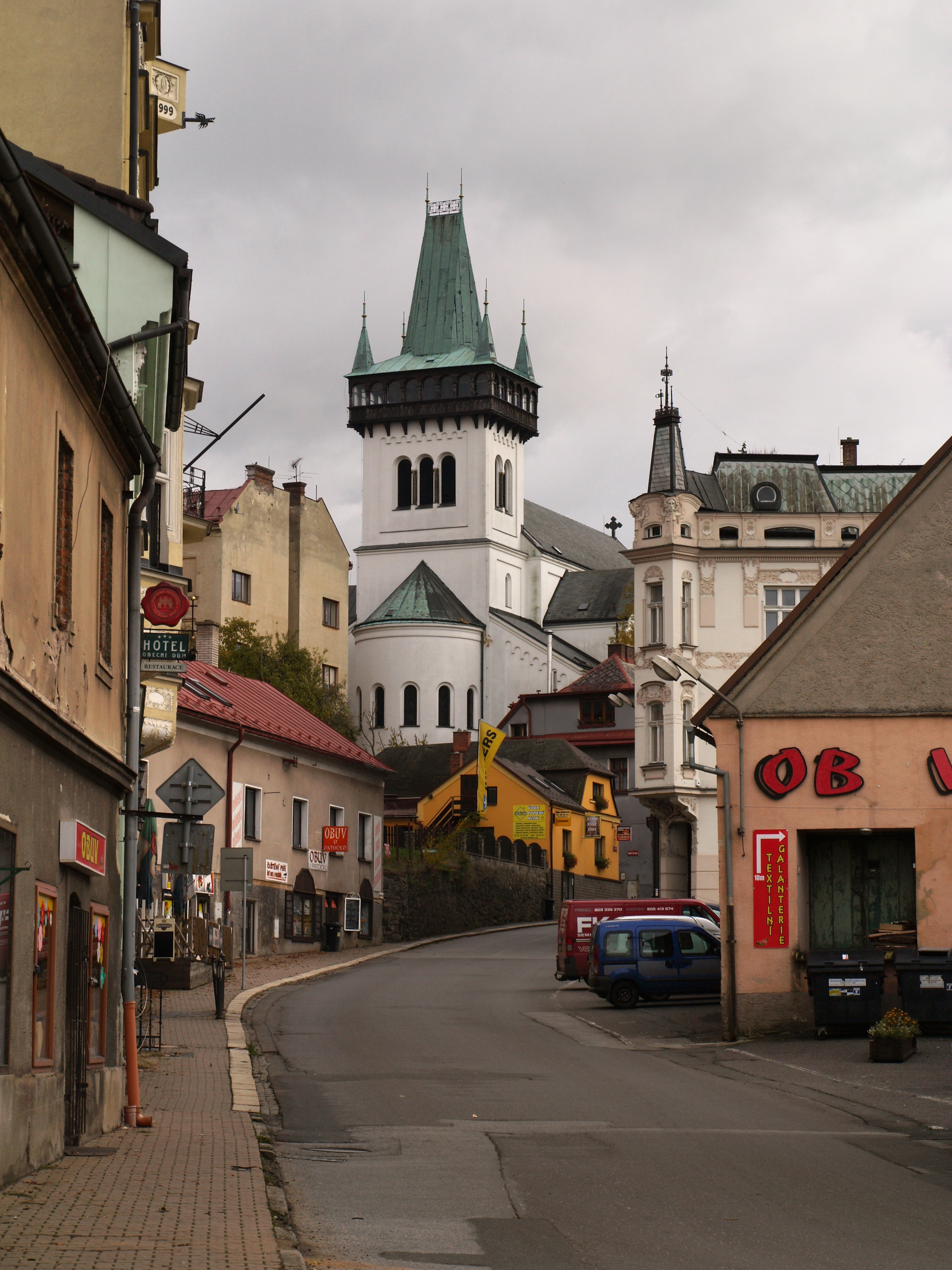
Вулиця Гуса
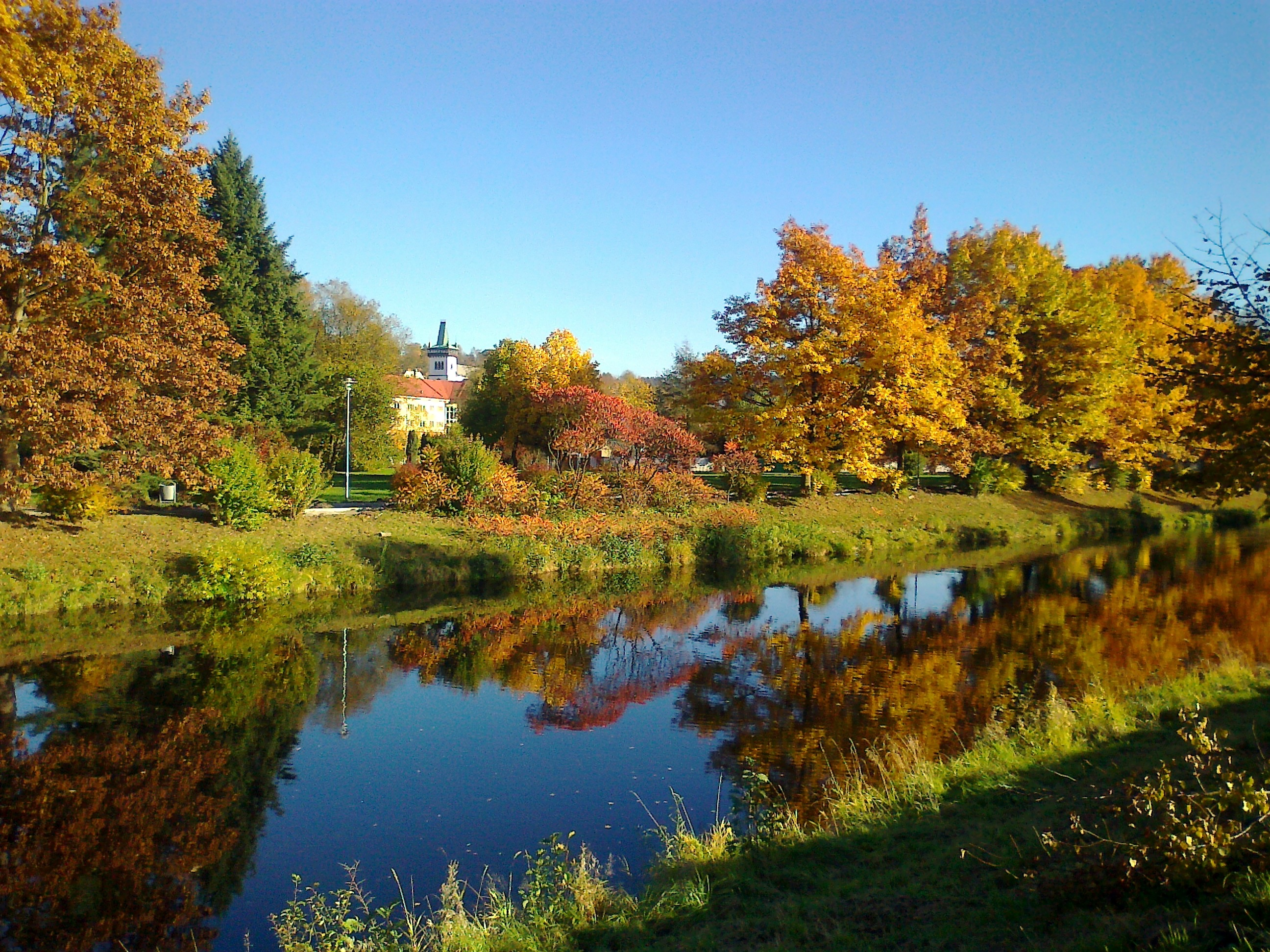
Ріка Їзера у Семілах
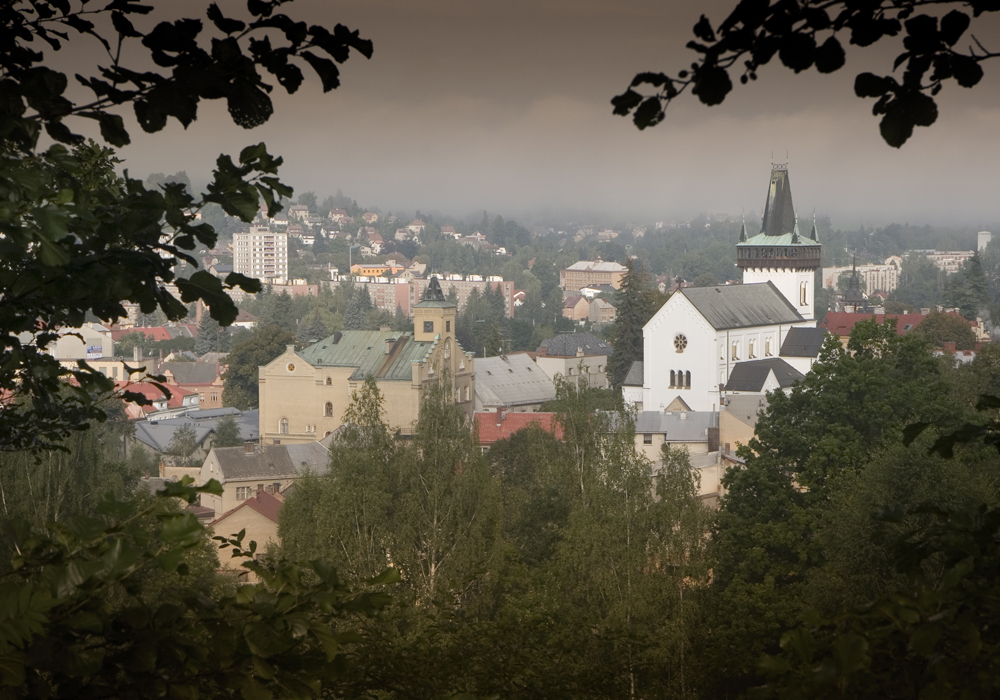
Вид на місто